# 河北定州中学
河北定州中学位于河北省定州市107国道，是河北省重点高级中学。定州中学始创于清乾隆三年（公元1738年），校名几度更迭，1986年随县改市，由省教委命名为“河北定州中学”。

## 校名更迭
- 1902年2月21日－1912年   定武学堂后为定州官立中学堂
- 1912年－1913年              定县公立中学
- 1913年－1917年              直隶省立定县中学
- 1917年－1932年              直隶省立第九中学
- 1932年－1937年              省立定县初级中学
- 1937年7月7日－1946年    定县沦陷，校舍被日寇所占，学校停办
- 1946年9月－1946年12月   河北省定县中学（简称省中）
- 1947年2月－1947年12月   冀晋定县联中后为冀中区定县中学
- 1948年－1950年              冀中区第四中学
- 1950年－1952年              河北定县中学
- 1952年－1954年              河北定县初级中学
- 1954年－1955年              河北省定县中学
- 1955年－1986年              河北省定县第一中学
- 1986年至今                        河北定州中学

## 知名校友
- 张寒晖：著名音乐家、戏剧家。1916－1919年在定州中学读书。“九一八事变”后组建剧团，并创作《松花江上》等60多首著名歌曲。西安事变后，参加了东北军并任剧团团长。1946年3月11日病逝于延安。